# Klaus Schrodt
Klaus Schrodt (Dieburg, 1946. szeptember 14. –) német repülős sportoló.
Egyike azon versenyzőknek akik a kezdetek óta jelen vannak Red Bull Air Race Világkupában. Már fiatalon körülrepülte a földet, amikor utánpótlást és ejtőernyősöket szállított távoli vagy veszélyes helyekre Afrika-szerte. Nem csupán repülőgépének mérete változott meg, amikor később aztán egy német kereskedelmi légitársaságra váltott át. A DC–3-as átadta helyét egy Airbus A340-esnek, miközben az esőerdők ködét és száraz levegőjét a szavanna fölött a nemzetközi repülőterek lármája váltotta fel. Bár ideje korlátozott, mivel Klaus 2002 óta erre a sportágra koncentrál (Air Race)és keményen küzd, hogy az élmezőnyének közelében maradhasson.
Schrodt-nak az Air Race-n szerzett minősítését számos kiemelkedő esemény, egyszersmind elkedvetlenítő szempont is fémjelzi. 2005-ben ugyan dobogóra került a három 2. helyezésével, de 2006-ban egyetlen versenyen sem sikerült az első három között végeznie, összesítettben pedig a hetedik lett. Párszor nehézsége támadt a gépével és csinos kis mennyiséget összehozott a büntetőpontokból is. „Ebben az évben rendbe fogjuk rakni a gépet, de azon is rajta tartjuk a szemünket, mi történik odakinn a piacon. Vannak elérhető gépek” közli Schrodt széles mosollyal, majd hozzáteszi, célja az, hogy visszajusson oda, ahol 2005-ben tartott, amikor is összesítettben 4. lett.
„2006 egyszerűen nem az én évem volt. Rendesen visszacsúsztam a ranglistán” beszél Schrodt azokról a múlt évi elkeserítő pillanatokról, mielőtt vállat vonna és gondolatai az optimistább kilátások irányába terelnék 2007-tel kapcsolatban. „Már látom a fényt az alagút végén. Lehet, hogy számomra – a verseny szempontjából – nem az Extra 300S volt a tökéletes repülőgép. Az Extra épp akkor jött ki és van néhány zavaró hátrányos tulajdonsága is az Edge-hez képest. De nekem ki kell tudnom hozni a legtöbbet belőle.”

## Eredmények
2001
- szabad stílusú műrepülő világbajnok

2002
- az FAI nagydíj Világfutamának bajnoka
- szabad stílusú műrepülő Európa-bajnok

2003
- második a Red Bull Air Race Világkupában

2004
- szabad stílusú műrepülő Európa-bajnok
- harmadik a Red Bull Air Race Világkupában

2005
- FAI nagydíj – Egyesült Arab Emirátusok – 1. helyezés
- FAI nagydíj – Lausanne – 2. helyezés
- szabad stílusú világbajnok
- negyedik a Red Bull Air Race Világkupában

2006
- hetedik a Red Bull Air Race Világkupában

| Klaus Schrodt a Red Bull Air Race Világkupában | Klaus Schrodt a Red Bull Air Race Világkupában | Klaus Schrodt a Red Bull Air Race Világkupában | Klaus Schrodt a Red Bull Air Race Világkupában | Klaus Schrodt a Red Bull Air Race Világkupában | Klaus Schrodt a Red Bull Air Race Világkupában | Klaus Schrodt a Red Bull Air Race Világkupában | Klaus Schrodt a Red Bull Air Race Világkupában | Klaus Schrodt a Red Bull Air Race Világkupában | Klaus Schrodt a Red Bull Air Race Világkupában | Klaus Schrodt a Red Bull Air Race Világkupában | Klaus Schrodt a Red Bull Air Race Világkupában | Klaus Schrodt a Red Bull Air Race Világkupában | Klaus Schrodt a Red Bull Air Race Világkupában | Klaus Schrodt a Red Bull Air Race Világkupában | Klaus Schrodt a Red Bull Air Race Világkupában |
| Év                                             | 1                                              | 2                                              | 3                                              | 4                                              | 5                                              | 6                                              | 7                                              | 8                                              | 9                                              | 10                                             | 11                                             | 12                                             | Pontok                                         | Győzelmek                                      | Helyezés                                       |
| ---------------------------------------------- | ---------------------------------------------- | ---------------------------------------------- | ---------------------------------------------- | ---------------------------------------------- | ---------------------------------------------- | ---------------------------------------------- | ---------------------------------------------- | ---------------------------------------------- | ---------------------------------------------- | ---------------------------------------------- | ---------------------------------------------- | ---------------------------------------------- | ---------------------------------------------- | ---------------------------------------------- | ---------------------------------------------- |
| 2003                                           | NC                                             | 2                                              |                                                |                                                |                                                |                                                |                                                |                                                |                                                |                                                |                                                |                                                | 5                                              | 0                                              | 2                                              |
| 2004                                           | 4                                              | 2                                              | DNS                                            |                                                |                                                |                                                |                                                |                                                |                                                |                                                |                                                |                                                | 8                                              | 0                                              | 3                                              |
| 2005                                           | 5                                              | 3                                              | 7                                              | 4                                              | 4                                              | 5                                              | 3                                              |                                                |                                                |                                                |                                                |                                                | 18                                             | 0                                              | 4                                              |
| 2006                                           | DQ                                             | 4.                                             | 4th                                            | CAN                                            | 9th                                            | 7th                                            | 8th                                            | 6th                                            | 10.                                            |                                                |                                                |                                                | 7                                              | 0                                              | 7                                              |
| 2007                                           | 9th                                            | 12th                                           | 13th                                           | Törökország                                    | Spanyolország                                  | Svájc                                          | Egyesült Királyság                             | Magyarország                                   | Portugália                                     | USA                                            | Mexikó                                         | Ausztrália                                     | 0                                              | 0                                              | 9                                              |
| Total                                          |                                                |                                                |                                                |                                                |                                                |                                                |                                                |                                                |                                                |                                                |                                                |                                                | 38                                             | 0                                              | 5                                              |

Magyarázat:
- CAN: Törölve
- DNP: Nem vett részt
- DNS: Nem mutatják
- DQ: Kizárva